# Gazameda
Gazameda là một chi ốc biển, là động vật thân mềm chân bụng sống ở biển trong họ Turritellidae.

## Các loài
Các loài trong chi Gazameda gồm có:
- Gazameda declivis (Adams & Reeve, 1850)[2]
- Gazameda gunnii (Reeve, 1849)[3]
- Gazameda iredalei Finlay, 1927[4]
- Gazameda madagascariensis Bozzetti, 2008[5]